# Hampton (contea di Adams, Pennsylvania)
Hampton è un census-designated place (CDP) degli Stati Uniti d'America, situato nello stato della Pennsylvania, nella contea di Adams.